# Quercus wutaishanica
Quercus wutaishanica, és una espècie de roure que pertany a la família de les fagàcies i està dins de la secció dels roures blancs, que són els roures blancs d'Europa, Àsia i Amèrica del Nord.

## Descripció
Quercus wutaishanica és un arbre caducifoli. Les seves tiges són llenyoses i l'escorça del tronc és de color grisenc i esquerdada.

## Distribució
Quercus wutaishanica és nativa de Mongòlia i de Corea, la Xina (centre-nord, centre-sud i sud-est), Manxúria i el Tibet. És l'espècie dominant al bosc de l'altiplà de Loess.

## Taxonomia
Quercus wutaishanica va ser descrita per Heinrich Mayr i publicat a Fremdl. Wald. u. Parkbaume Eur. 504, a l'any 1906.
Etimologia
Quercus: Nom genèric del llatí que designava igualment al roure i a l'alzina.
wutaishanica: epítet
Sinonímia
- Quercus funebris H.Lév. ex-Nakai[5][6]
- Quercus liaotungensis Koidz.[5]
- Quercus liaotungensis f. capillata Kozlov[5]
- Quercus liaotungensis f. funebris Nakai[5][6]
- Quercus liaotungensis f. glabra Nakai[5][6]
- Quercus liaotungensis var. heterophylla A.Camus[5]
- Quercus liaotungensis f. undulatifolia Nakai[5][6]
- Quercus mongolica var. liaotungensis (Koidz.) Nakai[5]
- Quercus undulatifolia H.Lév. ex-Nakai[5]
- Quercus liaotungensis f. capillata Kozlov[6]
- Quercus liaotungensis var. heterophylla A.Camus[6]